# Dẽ cổ xám
Dẽ cổ xám (tên khoa học: Calidris alba) là một loài chim trong họ Scolopacidae.

## Hình ảnh

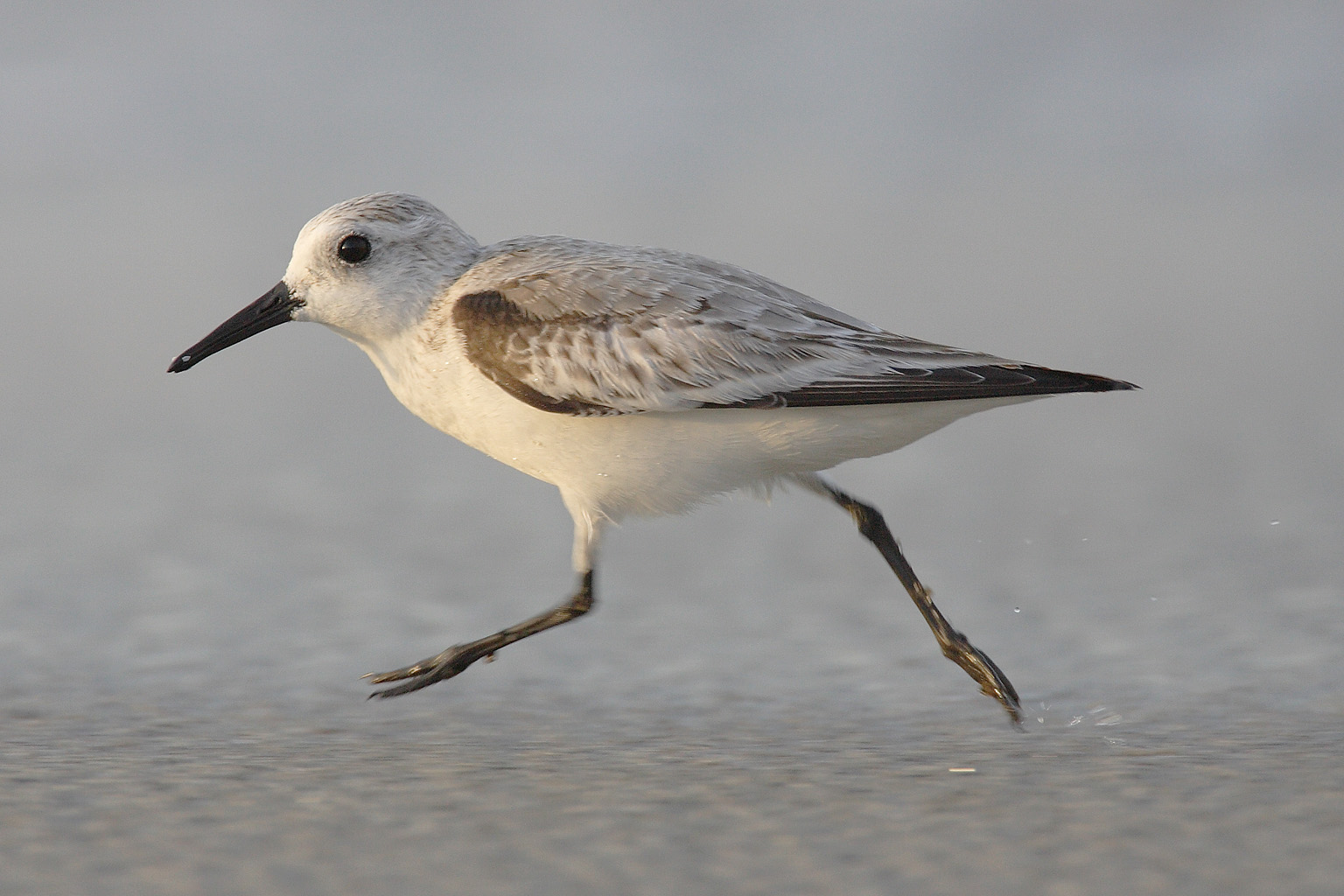
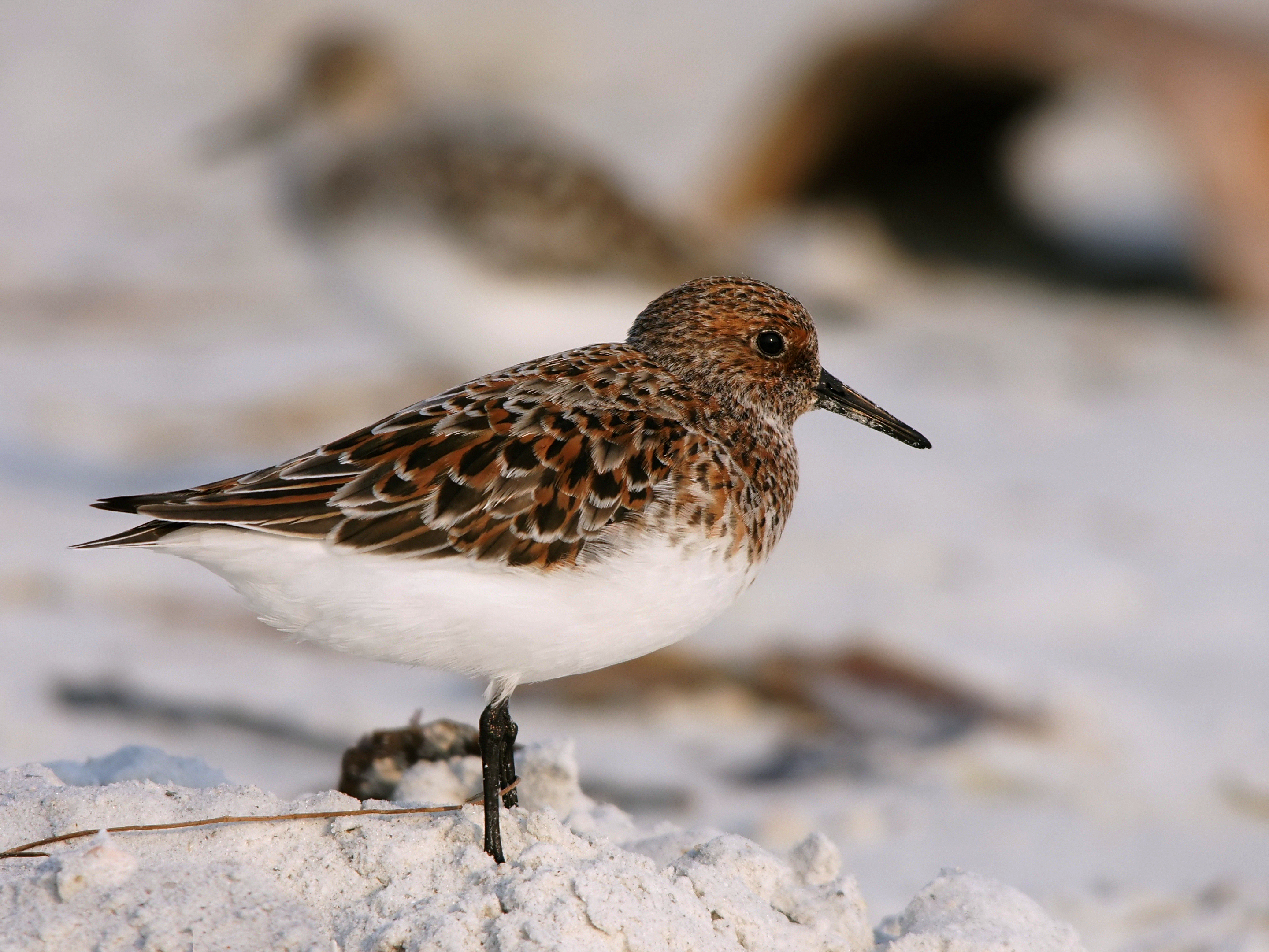
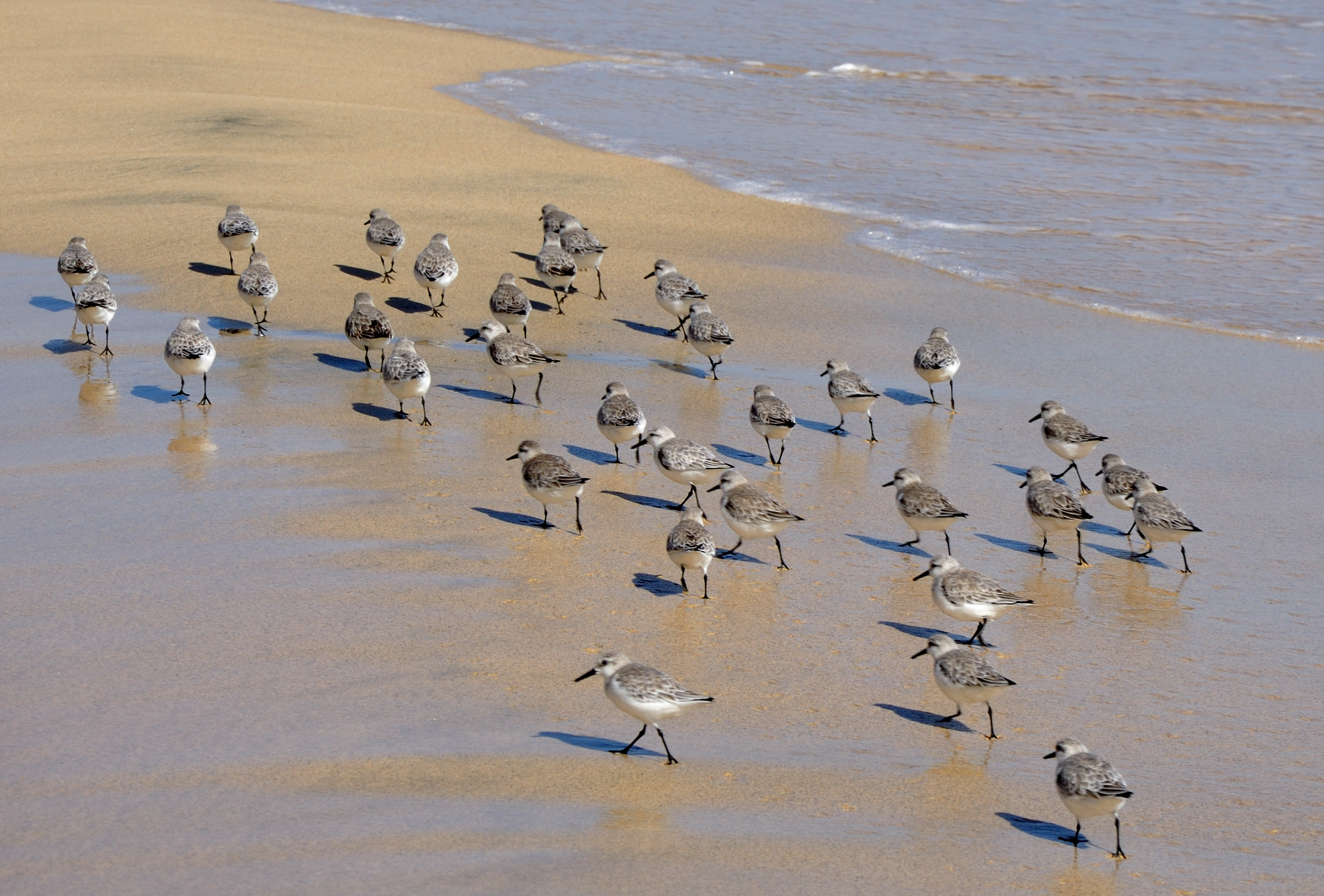
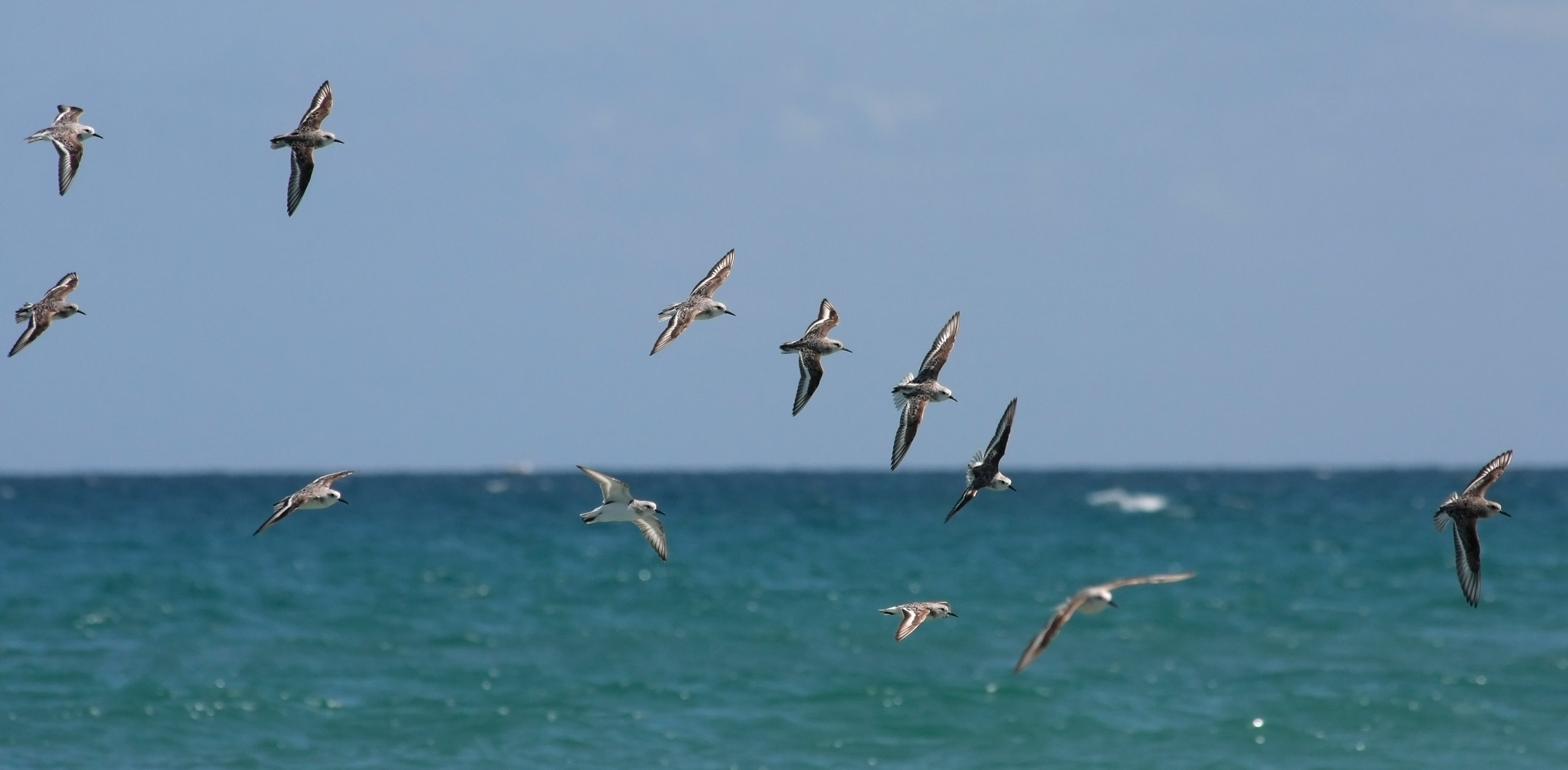